# Tassili II
Il Tassili II è un traghetto appartenente alla compagnia di navigazione Algérie Ferries.

## Servizio
Varato il 27 ottobre 2003 nel cantiere navale IZAR di Siviglia con il nome di Tassili II e consegnato alla Algérie Ferries nel novembre del 2004, prende servizio sui collegamenti tra Marsiglia, Algeri ed Alicante nello stesso mese.
Il 12 febbraio 2007, durante la manutenzione in bacino di carenaggio a Genova, si inclina ed inizia ad imbarcare acqua.
Dal 26 al 28 febbraio 2011 viene impiegato per evacuare i rifugiati da Bengasi ad Algeri.
Nella notte tra il 29 ed il 30 ottobre 2011, durante le manovre di ormeggio nel porto di Orano, entra in collisione con uno scoglio sul fondale e danneggiando l'elica.
Il 1° settembre 2018 è entrato in collisione con una nave cargo panamense nel porto di Orano, provocando una falla nello scafo del traghetto, che comunque riprenderà la navigazione già la sera stessa partendo per Alicante.

## Navi gemelle
- El Djazaïr II